# Горн, Василий Леопольдович
Василий Леопольдович Горн (1876—18 апреля 1938, Прага) — политик, государственный контролер в Северо-Западном правительстве, статистик.
Родился на озере Байкал, недалеко от Иркутска. 
Окончил Демидовский юридический лицей в Ярославле. Получил юридическое образование. Служил в земстве, заведующий отделением сельскохозяйственной статистики. С 1909 присяжный поверенный Петербургской судебной палаты, юрисконсульт различных учреждений.
Член РСДРП с 1897 по 1909 годы.
В 1906—1907 гг. издавал в Пскове издавал популярную рабоче-крестьянскую социалистическую газету «Пчела». В 1907—1918 возглавлял редакцию «либерально-социалистической» газеты «Псковская жизнь». 
После Февральской революции — член псковского Комитета общественной безопасности, участник Московского совещания. Гласный Псковской городской думы, председатель финансовой комиссии. 
Сторонник социал-демократической группы «Единство» (плехановец).
В 1919 году официальный представитель Северо-Западного правительства в Эстонии, государственный контролер Северо-Западного правительства. 
Входил в Комитет русских эмигрантов в Эстонии. В 1921 эмигрировал в Германию. Член Общества помощи русским гражданам в Берлине. С 1926 жил в Чехословакии, работал в газетном отделе Русского заграничного исторического архива в Праге. С 1934 член Совета архива. Состоял в Берлинском и Пражском союзах писателей. 
Печатался в антибольшевистских газетах «Свобода России», «Дни», «Руль», «Эхо», «Голос минувшего».

## Произведения
Горн В. Гражданская война на Северо-Западе России. Берлин: Гамаюн, 1923.